# صواعد الكهوف

متدليات و صواعد.

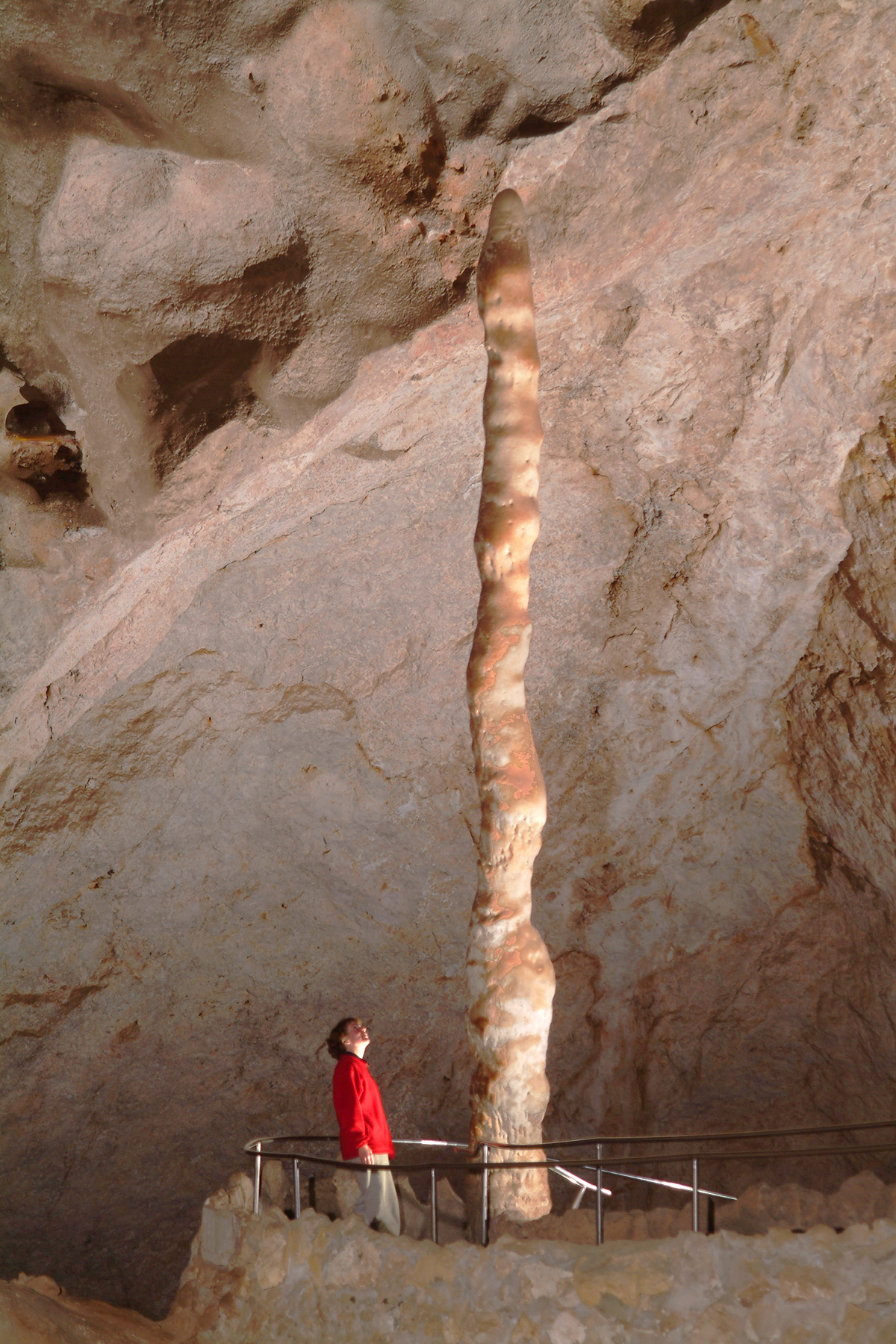
إصبع ويتش بكهف كارازباد.

الصواعد أو الأعمدة الصاعدة (باللاتينية: ستَـلَـگـمَـيْـت Stalagmite) وأصلها (باليونانية: ستَلَگميـتِـس Σταλαγμίτης)‏ (ومعناها الأصلي قطرة أو تقاطر) مصطلح يقصد به تكونات كربونات الكالسيوم التي تنتصب على أرضية الكهوف من جراء تقاطر المياه المعدنية عبر زمن طويل . وهي تنتمي إلى متدليات الكهوف التي تتدلى من أسقف الكهوف، وتتكون صواعد الكهوف بنفس طريقة تكون نوازل الكهوف . وكثيرا ما ينتمي لأحد المتدليات أحد الصواعد تحته مباشرة، وقد يتنامى كلا من المتدلى والصاعد مع الزمن بحيث يتلاقى مكونان عامودا يصل من أرضية الكهف إلى سقفه .
بعض تلك الكهوف المتميزة بتكوينات جميلة توجد منتشرة في أوروبا وأمريكا ، و تُفتح للجماهير للتمتع بمنظرها . ولا يصح ملامسة تلك التشكيلات باليد حيث العرق والدهون تعطل ترسيب الماء عليها، وقد تغير أيضا من لونها . تبلغ أطوال بعض الصواعد 62 متر كما هو الحال في كهف  سويبا سان مارتين بكوبا

## اقرأ أيضا
- متدليات الكهوف
- كهف الهوتة
- كهف الماموث
- كهف موهلينبيرج